# Geoffroy Boterel
Geoffroy I de Penthièvre conegut com a Geoffroy Boterel (mort e 1093 a Dol-de-Bretagne) fou el fill gran del duc de Bretanya Odó de Penthièvre (Odó I de Penthièvre) i d'Agnès de Cornualla, filla del comte de Cornualla Alan Canhiart, fou comte a Bretanya i comte de Penthièvre de 1079 a 1093. Va succeir al seu pare Odó. A la seva mort assassinat el 24 d'agost de 1093 el va succeir el seu germà Esteve I de Penthièvre.